# Nicolás Peric
Nicolás Miroslav Perić Villarreal (Talca, 19 de octubre de 1978) es un exfutbolista profesional chileno que se desempeñaba como guardameta.
Ostenta el récord del arquero con mayor cantidad de partidos jugados por Rangers de Talca, con 206 apariciones.

## Trayectoria
Surgió del club amateur San Martín Boys. Sin embargo al poco tiempo llegaría a las inferiores Rangers de Talca. En dicho club comienza su historia en el fútbol profesional chileno, precisamente en 1997. Posteriormente se mantuvo en el club talquino, donde logró el subcampeonato nacional del año 2002. Luego fichó en el equipo de la Universidad de Concepción. Con él en portería, el club penquista clasificó a la Copa Sudamericana 2004, certamen en el cual, en la segunda ronda, contra Bolívar, la CONMEBOL lo suspendió aproximadamente durante seis meses por dopaje, tras salir positivo por ingestión de cocaína. En dicha llave, durante el partido de vuelta, Universidad de Concepción cayó por 4 a 2 y el segundo gol del conjunto chileno, lo anotó Peric con un remate de arco a arco, en La Paz.
Luego, para el Torneo Clausura chileno del mismo año se volvió a hacer dos pruebas de doping, ambas resultaron negativas.
Perić llegó en su mejor momento al club Audax Italiano, donde fue subcampeón en el Clausura 2006, clasificando a la Copa Libertadores de América, llegando hasta primera ronda. En el Apertura 2007 quedó tercero con el cuadro itálico, y clasificaron a la Copa Sudamericana tras ganarle a la Universidad Católica.
A final de 2007, Nicolás Peric tuvo un altercado con los dirigentes de Audax y renunció al club. Fichó por el equipo Gençlerbirliği S.K. de Turquía, donde jugó hasta 2008.
En 2009 fue contratado por Everton de Viña del Mar para competir en la Copa Libertadores de ese año. El segundo semestre, y luego del fallecimiento de su madre, se le presenta una oferta desde Argentinos Juniors para contar con sus servicios. Con este club lograría el primer título de su carrera. A mediados de 2010 se incorpora a Olimpia de Paraguay. Poco después es descartado por la nueva directiva debido a su pésimo desenvolvimiento en el club causando un descenso brusco de los puntos del equipo. termina aceptando y saliendo del club.
A finales de 2010, llega acuerdo con Cobreloa para defender la portería del club por toda la temporada 2011. En el elenco naranja pierde la final del torneo frente a la Universidad de Chile por 0-3, recibiendo los tres goles en el primer tiempo, y siendo sustituido en el entretiempo por una lesión. En 2012 regresa a Rangers de Talca, donde realiza buenas presentaciones junto al equipo especialmente en el segundo semestre lo que les permite jugar los Playoff del Clausura 2012 llegando a semifinales.
Luego de ese torneo realizaría un paso por diferentes clubes del fútbol chileno, primero con Cobresal donde no está una gran cantidad de tiempo pero sí la suficiente como para lograr el campeonato del clausura 2015. Posteriormente volvería a Audax Italiano donde está tres años, dicha estadía además se convertiría en la última de Nicolás en la Primera División de Chile. 
Esto debido a que a mitad de 2018 decide volver a Rangers de Talca, equipo que se encontraba en la Primera B, para dar término a su carrera. Durante sus primeros años de regreso en el club rojinegro no logra buenos resultados, incluso generando algunas polémicas al principio de dicho regreso, luego de visibilizar las pésimas condiciones en las que estaba el club. Tuvo que esperar hasta 2020 para al fin poder participar de una campaña destacada del club, quedando muy cerca del ascenso pero no pudiendo concretarlo.
Su último partido profesional fue el día 30 de enero de 2021, en la semifinal de vuelta contra Deportes Melipilla. Curiosamente, justo despue del final de dicho partido recibió una tarjeta roja. Anunció su retiro por redes sociales unas semanas después.

## Selección chilena
Fue por primera vez nominado a la selección chilena en 2001, por Jorge Garcés, para el partido en que La Roja enfrentó a Brasil.
Debutó a nivel absoluto con Chile el 30 de marzo de 2003, enfrentando a Perú en un compromiso amistoso.
Durante 2004, fue nominado por Juvenal Olmos, entrenador de la selección chilena, para disputar las Clasificatorias Alemania 2006. Posteriormente, entre 2006 y 2007, fue convocado por Nelson Acosta para jugar algunos amistosos internacionales.
En 2007, fue citado para ser portero suplente en la Copa América, certamen en el que no vio acción. El 30 de agosto del mismo año, fue citado por Marcelo Bielsa para realizar una gira por Europa, donde Chile enfrentó a Austria y Suiza. El mismo entrenador lo convocó para algunos partidos válidos por la Clasificatorias Sudáfrica 2010.
El 5 de octubre de 2012 fue citado por Claudio Borghi para los partidos válidos por la Clasificatorias Brasil 2014.

#### Participaciones en Copa América
| Torneo            | Sede      | Resultado        | Partidos |
| ----------------- | --------- | ---------------- | -------- |
| Copa América 2007 | Venezuela | Cuartos de final | 0        |

#### Participaciones en Eliminatorias a la Copa del Mundo
| Eliminatoria                     | Sede                | Resultado   | Posición | Partidos |
| -------------------------------- | ------------------- | ----------- | -------- | -------- |
| Clasificatorias Corea-Japón 2002 | Corea del Sur Japón | Eliminado   | 10.º     | 0        |
| Clasificatorias Alemania 2006    | Alemania            | Eliminado   | 7.º      | 0        |
| Clasificatorias Sudáfrica 2010   | Sudáfrica           | Clasificado | 2.º      | 0        |
| Clasificatorias Brasil 2014      | Brasil              | Clasificado | 3.º      | 0        |

### Partidos internacionales
| 1     | 30 de marzo de 2003      | Estadio Nacional, Santiago, Chile     | Chile      | 2-0 | Perú  |    |  | Juvenal Olmos  | Amistoso                    |
| 2     | 2 de abril de 2003       | Estadio Nacional, Lima, Perú          | Perú       | 3-0 | Chile | -3 |  | Juvenal Olmos  | Amistoso                    |
| 3     | 5 de junio de 2007       | Estadio Sylvio Cator, Kingston, Haití | Haití      | 0-0 | Chile |    |  | Nelson Acosta  | Amistoso                    |
| 4     | 5 de junio de 2007       | Independence Park, Kingston, Jamaica  | Jamaica    | 0-1 | Chile |    |  | Nelson Acosta  | Amistoso                    |
| 5     | 11 de septiembre de 2007 | Estadio Ernst Happel, Viena, Austria  | Austria    | 0-2 | Chile |    |  | Marcelo Bielsa | Turnier der Kontinente 2007 |
| Total | Total                    | Total                                 | Presencias | 5   | Goles | -3 |  |                |                             |

| Selección chilena | Selección chilena | Selección chilena |
| Año               | Partidos          | Goles             |
| ----------------- | ----------------- | ----------------- |
| 2003              | 2                 | -3                |
| 2007              | 3                 | 0                 |
| Total             | 5                 | -3                |

## Clubes
| Club                      | País      | Año       |
| ------------------------- | --------- | --------- |
| Rangers                   | Chile     | 1997-2003 |
| Universidad de Concepción | Chile     | 2004      |
| Unión Española            | Chile     | 2005      |
| Audax Italiano            | Chile     | 2006-2007 |
| Gençlerbirliği S.K.       | Turquía   | 2008      |
| Everton                   | Chile     | 2009      |
| Argentinos Juniors        | Argentina | 2009-2010 |
| Olimpia                   | Paraguay  | 2010      |
| Cobreloa                  | Chile     | 2011      |
| Rangers                   | Chile     | 2012-2014 |
| Cobresal                  | Chile     | 2014-2015 |
| Audax Italiano            | Chile     | 2015-2018 |
| Rangers                   | Chile     | 2018-2021 |

## Palmarés

### Campeonatos nacionales
| Título           | Equipo             | País      | Año    |
| ---------------- | ------------------ | --------- | ------ |
| Primera División | Argentinos Juniors | Argentina | 2010-C |
| Primera División | Cobresal           | Chile     | 2015-C |

### Distinciones individuales
| Distinción                                      | Año  |
| ----------------------------------------------- | ---- |
| Integrante del Equipo Ideal de El Gráfico Chile | 2007 |
| Integrante del Equipo Ideal de la ANFP          | 2015 |
| Integrante del Equipo Ideal de El Gráfico Chile | 2015 |